# Dmîtrivka, Șîșakî
Dmîtrivka (în ucraineană Дмитрівка) este un sat în comuna Sahaidak din raionul Șîșakî, regiunea Poltava, Ucraina.

## Demografie
Componența lingvistică a localității Dmîtrivka
     Ucraineană (99,27%)
     Alte limbi (0,73%)
Conform recensământului din 2001, majoritatea populației localității Dmîtrivka era vorbitoare de ucraineană (99,27%), existând în minoritate și vorbitori de alte limbi.